# Clément Pansaers
Clément Pansaers (Neerwinden, 1 de mayo de 1885 - Bruselas, 31 de octubre de 1922) fue un artista polivalente belga, de origen flamenco pero que escribió principalmente en francés. Ejerció su talento en la pintura, la escultura pero ante todo en la poesía. También habría publicado unos cuentos en holandés bajo el seudónimo de Julius Krekel.

## Pansaers y dada
A pesar de que Clément Pansaers es a menudo considerado como el principal representante del movimiento Dada en Bélgica, esta imagen no es cierta del todo. Después del fracaso de un proyecto de manifestación Dada en Bruselas, Pansaers renunció a representar Dada en su país natal del cual huyó para integrarse al grupo dadaísta de París. Allí se hace amigo de James Joyce y Ezra Pound. Los investigadores actuales tienden a poner el acento sobre la singularidad de su obra. El universitario Jean-Pierre Longre lo define así : « vanguardismo pero no del todo, dadaísmo pero sin la influencia de Tzara que conoció después de haber escrito muchos de sus textos. Contribuyó a la desaparición del movimiento antes de desaparecer el mismo prematuramente, originalidad fundada sobre la libertad y la lucidez ». Clément Pansaers adhirió al dadaísmo durante una estancia en casa de su amigo Carl Einstein en Berlín en 1919 (carta a Tristan Tzara). Sus textos revelan sin embargo una genialidad inventiva propia que contribuyó a enriquecer el dadaísmo.

## Obra
Todos los textos dadaístas de Clément Pansaers fueron publicados en 1986 por Éditions Gérard Lebovici bajo la supervisión de Marc Dachy bajo el título Bar Nicanor et autres textes dada.